# لئو ماله
لئو ماله (به فرانسوی: Léo Malet) نویسنده قرن بیستم میلادی اهل فرانسه است.

## آثار
- اسرار تازه پاریس
- کیلومترها و کفن
- خرس و شلوار کوتاه
- آفتاب از پشت لوور طلوع می‌کند
- کاج در زیرزمین‌ها می روید
- موش‌های صحرایی مونسوری
- نعش مرا دیده ای
- گاوبازی در شانزه لیزه
- موئت جای و راج نیست
- مه سر پل تولبیاک
- آب‌های گل آلود ژاول
- استخوان ها
- جنگ در میدا ناسیون
- شورش در کوچه روزیه
- حقه بی ریخت توی بول میش
- جسد جاگیر دشت مونسو